# Lee Kuan Yew

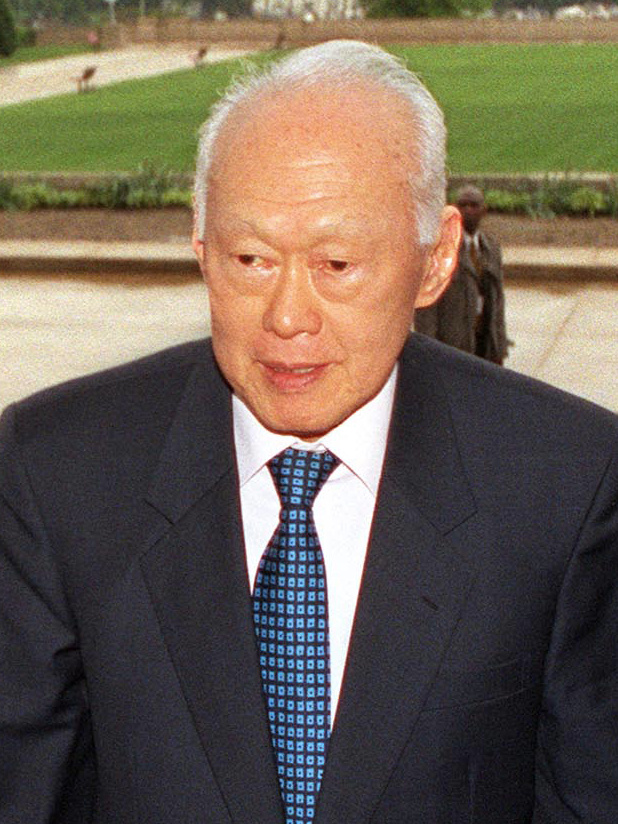
Lee Kuan Yew (2002)

Lee Kuan Yew (chinesisch 李光耀, Pinyin Lǐ Guāngyào, Lee Kwan-Yew oder Harry Lee; geboren als Harry Lee Kuan Yew; * 16. September 1923 in Singapur; † 23. März 2015 ebenda) war ein Politiker in der Republik Singapur. Er war von 1959 bis 1990 der erste Premierminister des Stadtstaates. Von 1990 bis 2004 gehörte er dem Kabinett seines Nachfolgers Goh Chok Tong als Senior Minister an. Im Kabinett seines Sohnes Lee Hsien Loong, des dritten Premierministers der Republik Singapur, war er von 2004 bis 2011 Minister Mentor; dieser Posten war speziell für ihn geschaffen worden. Nachdem seine Regierungspartei People’s Action Party (PAP) bei der Parlamentswahl 2011 das schlechteste Ergebnis seit 1963 erzielt hatte, zog sich Lee nach 52 Jahren aus der Regierung zurück.

## Leben

### Frühes Leben und Japanische Besetzung (1923 bis 1945)
Lee besuchte die Telok Kurau Grundschule, die Raffles Institution und das Raffles College. Sein Studium musste er 1942 bis 1945 wegen der japanischen Besetzung Singapurs unterbrechen. In dieser Zeit betrieb er Schwarzhandel mit Klebstoff aus Tapioka, der Stifkas genannt wurde. Mit seinen Kenntnissen der englischen, chinesischen und japanischen Sprache, die er 1942 gelernt hatte, transkribierte er von 1943 bis 1944 alliierte Funksprüche für die Japaner.

### Nachkriegszeit (1945 bis 1951)
Nach dem Krieg ging er in England für kurze Zeit auf die London School of Economics und wechselte auf das Fitzwilliam College in Cambridge. Im Jahre 1949 kehrte er nach Singapur zurück und wurde als Anwalt tätig.
Lee heiratete seine Frau Kwa Geok Choo († 2. Oktober 2010) am 30. September 1950. Sie haben drei Kinder, zwei Söhne und eine Tochter. Sein ältester Sohn ist Lee Hsien Loong.

### Frühe politische Karriere (1951 bis 1959)
Lees erste Erfahrungen mit der singapurischen Politik war seine Rolle als Wahlhelfer für seinen Parteichef John Laycock unter dem Banner der probritischen Partei Progressive Party bei den Stadtratswahlen 1951. Jedoch erkannte Lee, dass die Partei nicht in der Lage war, Massen zu mobilisieren, vor allem bei der chinesisch-sprechenden arbeitenden Klasse. Dies erlangte vor allem Bedeutung, als die Rendel Constitution das Wahlrecht allen in Singapur geborenen Einwohnern gewährte. Das hatte zur Folge, dass der Anteil der chinesischen Wähler anstieg. Sein Durchbruch kam, als er als Rechtsberater für die Arbeiter- und Studentengewerkschaft tätig wurde.

### Zeit als Premierminister (1959 bis 1990)

#### Selbstverwaltung und Bildung der People’s Action Party (1959 bis 1963)
In den Parlamentswahlen in Singapur am 30. Mai 1959 gewann die PAP 43 von 51 Sitzen. Singapur errang die Selbstverwaltung in allen Staatsangelegenheiten außer in Fragen der Verteidigungs- und Außenpolitik. Lee wurde am 5. Juni 1959 Premierminister.
Lee musste nach der Erlangung der Teilunabhängigkeit von den Briten mit vielen Problemen in den Bereichen Bildung, Wohnsituation und Arbeitslosigkeit kämpfen.
Ein Schlüsselerlebnis war eine Misstrauensabstimmung im Parlament, bei der 13 Abgeordnete der PAP die Partei wechselten und am 21. Juli 1961 der Abstimmung fernblieben. Zusammen mit sechs linksgerichteten Abgeordneten bildeten sie eine neue Partei, die sich Barisan Sosialis (sozialistische Front) nannte. Durch diese parteipolitischen Wanderungen schrumpfte die Mehrheit der PAP auf einen Sitz, die Sitzverteilung betrug 26 zu 25 für die Regierungspartei. Dieses Ereignis ist in Singapur unter dem Namen The Big Split 1961 (Der tiefe Riss 1961) bekannt.
Im Jahre 1961 hatte die PAP zwei Nachwahlniederlagen erfahren. Lees Regierung war fast zerbrochen, bis die Volksabstimmung über die Frage des Zusammenschlusses mit Malaysia kam und diese als Vertrauensabstimmung über die Regierung angesehen wurde. Das Ergebnis war eine Befürwortung des Zusammenschlusses.

#### Zusammenschluss mit Malaysia und anschließende Trennung (1963 bis 1965)
Nachdem der malaysische Premierminister Abdul Rahman im Jahre 1961 die Bildung einer Föderation, die die malaiische Föderation, Singapur, Sabah und Sarawak enthielt, vorgeschlagen hatte, begann Lee, sich für den Zusammenschluss mit Malaysia starkzumachen, um die britische Kolonialherrschaft zu beenden. Am 1. September 1962 fand ein Referendum statt.
Am 16. September 1963 wurde Singapur Teil der Föderation. Dieser Zusammenschluss war nur von kurzer Dauer. Die malaysische Bundesregierung unter Führung der UMNO fürchtete die chinesische Mehrheit in Singapur und die politische Konkurrenz der PAP in Malaysia. Lee wandte sich strikt gegen die Bumiputra-Politik, die die ethnischen Malaien bevorzugte.
Im Jahre 1964 kam es zu Rassenunruhen in Singapur, unter anderem an Mohammeds Geburtstag am 21. Juli. Dabei starben 23 Menschen und Hunderte wurden verletzt. Es ist bis heute nicht vollständig aufgeklärt, wie es zu den Unruhen kam. Bei Unruhen im September 1964 wurden Autos und Geschäfte angezündet. Tunku Abdul Rahman und Lee Kuan Yew riefen öffentlich zur Ruhe auf.
Der malaysische Premierminister Abdul Rahman entschied sich, Singapur aus Malaysia auszuschließen. Lee versuchte erfolglos, einen Kompromiss zu erreichen. Letztendlich überzeugte Goh Keng Swee Lee davon, dass die Abspaltung als endgültig angesehen werden musste. Lee unterzeichnete am 7. September 1965 ein Abkommen, das die Beziehungen mit Malaysia nach der Abspaltung regelte, um in politischen Feldern wie Handel und gemeinsame Verteidigung eine Kooperation zu erreichen.
Der gescheiterte Zusammenschluss war für Lee ein schwerer Schlag. Er glaubte, die Föderation sei für Singapur, das keine nennenswerten Ressourcen besitzt, lebenswichtig. Bei einem Fernsehauftritt äußerte unter anderem:

„Für mich ist es ein schmerzlicher Moment. In meinem ganzen Leben, in meinem ganzen Erwachsenenleben, glaubte ich an den Zusammenschluss und die Einheit von zwei Territorien. Jetzt erkläre ich, Lee Kuan Yew, Premierminister von Singapur und erkläre im Namen des Volkes und der Regierung von Singapur, dass von diesem Tage an, dem neunten Tag des Augusts im Jahre Neunzehnhundertfünfundsechzig, Singapur auf ewig ein souveräner, demokratischer und unabhängiger Staat sein wird, gegründet auf die Prinzipien von Freiheit und Gerechtigkeit und immer währendem Streben nach Wohlergehen und Glück des Volkes in einer höchst einfachen Gesellschaft.“

Am 9. August 1965 verabschiedete das malaysische Parlament eine Resolution, um die Abspaltung Singapurs von der malaiischen Föderation offiziell zu machen. Singapur besaß kaum Ressourcen, das Wasser kommt hauptsächlich aus Malaysia und die Wehrkraft war sehr begrenzt, was eine große Herausforderung für die singapurische Regierung unter Lee war.

### Nach der Zeit als Premierminister (ab 1990)
Am 28. November 1990 trat Lee Kuan Yew zurück, sein Nachfolger wurde Goh Chok Tong. Zu der Zeit war er mit 31 Jahren Amtszeit der dienstälteste Premierminister der Welt. Dies war der erste Machtwechsel seit der Erlangung der Unabhängigkeit Singapurs im Jahre 1965. Lee verblieb aber im Kabinett als Senior Minister und hatte dieses Amt bis 2004 inne und Goh Chok Tong wurde nachfolgender Senior Minister.

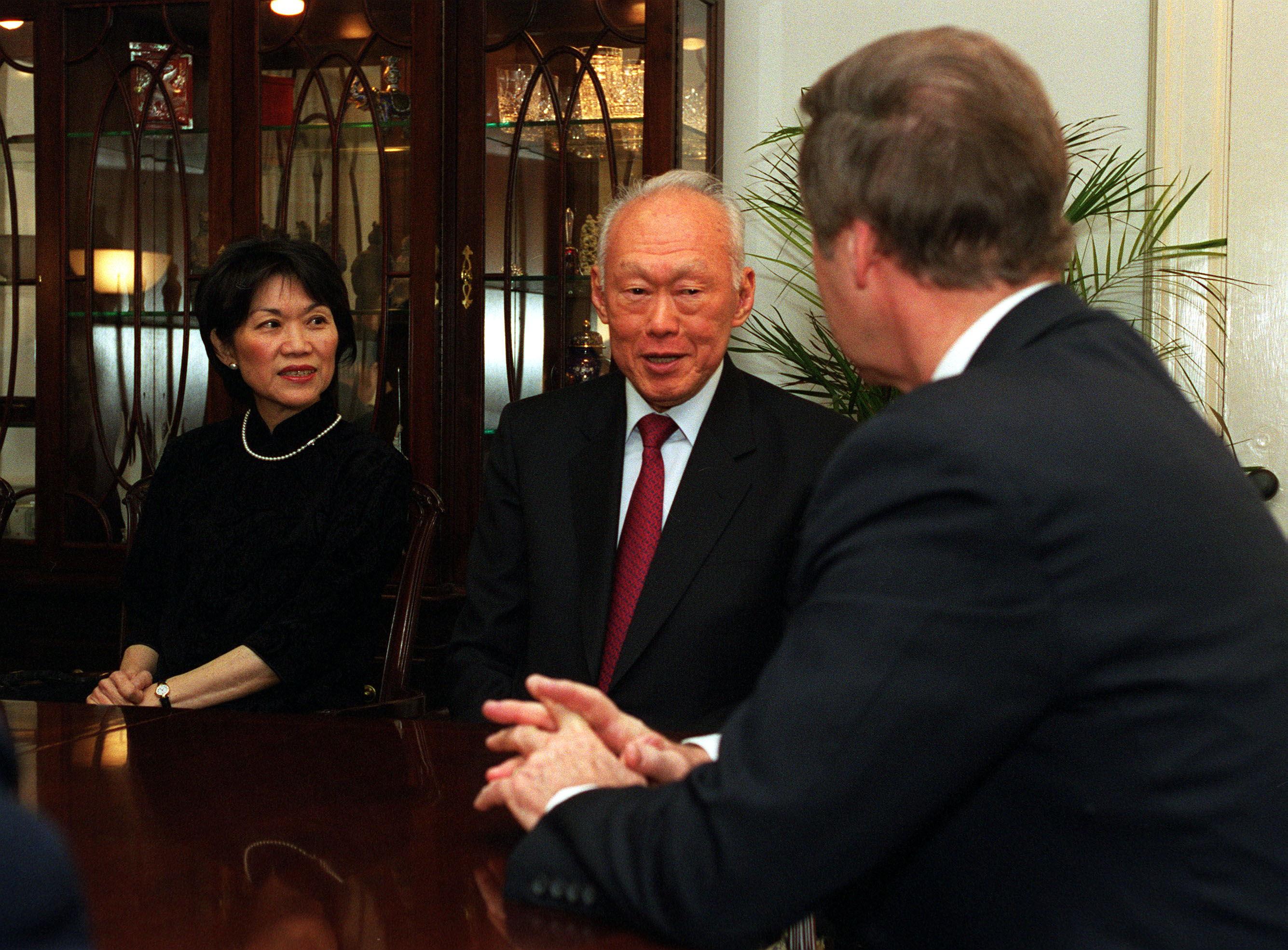
Treffen im Februar 2000 mit dem damaligen US-Verteidigungsminister William Cohen (rechts) und der Botschafterin von Singapur in den USA Chan Heng Chee (links)

Ab August 2004 war er Minister Mentor, ein eigens für ihn geschaffenes Amt.
Selbst im hohen Alter lehnte er den Gang in den Ruhestand ab. Auf die Frage hin, wenn ihm einer sagen würde, er werde nicht mehr gebraucht, antwortete er:

“You don’t have to tell me. I can feel it.”

„Das muss man mir nicht sagen. Ich kann es fühlen.“

Nach den Parlamentswahlen im Jahr 2011 trat Lee vom Kabinettsposten zurück. Er starb am 23. März 2015 im Alter von 91 Jahren im Singapore General Hospital an den Folgen einer Lungenentzündung.

## Kontroversen

### Äußerungen zur Demokratie
Zur Debatte um die Bedeutung der Demokratie im Prozess der gesellschaftlichen Entwicklung trug Lee Kuan Yew ein besonders prägnantes Statement bei. 1962 vertrat er selbstbewusst die Meinung, als absoluter Herrscher weit bessere Entscheidungen treffen zu können als demokratische Institutionen:

“If I were in authority in Singapore indefinitely without having to ask those who are being governed whether they like what is being done, then, I have not the slightest doubt that I could govern much more effectively in their own interests.”

„Hätte ich in Singapur die absolute Macht und müsste die repräsentierten Bürger nicht fragen, ob sie das, was gemacht wird, mögen, dann könnte ich ohne Zweifel viel effektiver in ihrem Interesse regieren.“

Weil in der Folge tatsächlich die Republik Singapur in den drei Jahrzehnten unter seiner Führung die höchsten Wachstumsraten der Welt aufwies, wird von Verfechtern „asiatischer Werte“ gerne auf Lee verwiesen.
Von ihm stammt auch das Zitat:

„Ein Übermaß an Demokratie führt zu disziplin- und ordnungslosen Bedingungen, die der Entwicklung schaden.“

Vor dem Hintergrund der singapurischen Parlamentswahl 2011 meinte er:

„Diese Generation hat keine Ahnung von der Vergangenheit und meint, jeder kann das Steuer übernehmen.“

### Äußerungen zum Islam
Die Integrationsfähigkeit des Islam in die singapurische Gesellschaft zweifelte Lee Kuan Yew in seinem bei Straits Times Press erschienenen Buch Hard Truths to Keep Singapore Going 2011 stark an:

“I think we were progressing very nicely until the surge of Islam came, and if you asked me for my observations, the other communities have easier integration – friends, inter-marriages and so on – than Muslims … I would say, today, we can integrate all religions and races, except Islam.”

„Ich glaube, wir haben ganz gute Fortschritte gemacht, bis die Welle des Islams über uns kam. Wenn Sie mich um meine Beobachtungen bitten, dann denke ich, die anderen gesellschaftlichen Gruppen nehmen die Integration leichter als die Muslime, etwa hinsichtlich Freundschaften, Ehen zwischen den Konfessionen usw. Ich würde heute sagen, wir können alle Religionen und Rassen integrieren, außer den Islam.“

Das letzterwähnte Zitat zur Integrationsfähigkeit des Islam hat Lee jedoch kurze Zeit später selber wieder als „überholt“ zurückgezogen.
Im Jahre 2011 veröffentlichte Wikileaks diplomatische Kabel, in denen kontroverse Aussagen über den Islam Lee Kuan Yew zugeordnet werden. Wikileaks zitierte Lee Kuan Yew, der den Islam als „giftige Religion“ bezeichnete. Lee relativierte die Aussage dahingehend, indem er sagte:

„Ich sprach über extremistische Terroristen wie Jemaah Islamiyah und dschihadistische Prediger, die bei ihnen Gehirnwäsche betrieben. Die sind unerbittlich darin, andere, die ihnen nicht zustimmen, niederzumachen. So ist deren Islam eine pervertierte Version, den die überwältigende Mehrheit der Muslime in Singapur nicht unterschreibt.“

### Devan Nair
Devan Nair, der dritte Staatspräsident von Singapur vom 23. Oktober 1981 bis zum 28. März 1985, äußerte sich in einem Interview in Globe and Mail, dass Lees Methoden, „seine politischen Gegner bis in ihren finanziellen Ruin zu verklagen oder sie in die Bedeutungslosigkeit zu verdrängen“, eine Außerkraftsetzung der politischen Rechte darstelle. Nair sagte auch, dass Lee „immer mehr zu einem selbstgerechten Alleswisser“ werde, umgeben von ministeriellen Strohmännern. Aufgrund derartiger Äußerungen verklagte Lee ihn und Nair reichte Gegenklage ein. Lee beantragte, die Gegenklage abzuweisen, da Nairs Gegenforderung keinerlei Grundlage habe. Jedoch lehnte ein Kammergericht Lees Antrag ab. Außerdem hielt das Gericht Lee entgegen, dass er den Prozess missbraucht habe. Nair habe auf rechtlicher Grundlage gehandelt.

### Der Fall „Far Eastern Economic Review“ (FEER)
Am 24. September 2008 befand das oberste Gericht in Singapur, dass das Magazin Far Eastern Economic Review Lee Kuan Yew und seinen Sohn, den Premierminister Lee Hsien Loong diffamiert habe. Dabei bezog sich das Gericht auf den FEER-Artikel Singapore’s ‘Martyr’: Chee Soon Juan, (Singapurs Märtyrer: Chee Soon Juan):

“Lee Kuan Yew has been running and continues to run Singapore in the same corrupt manner as Durai operated NKF (Remark: National Kidney Foundation, see NKF scandal) and he has been using libel actions to suppress those who would question to avoid exposure of his corruption.”

„Lee Kuan Yew regierte und regiert Singapur weiterhin in derselben korrupten Weise wie Durai NKF (Anm.: National Kidney Foundation, siehe NKF-Skandal) betrieb, und er nutzt Verleumdungsklagen, um diejenigen zu unterdrücken, die ihn hinterfragen, um die Aufdeckung seiner Korruption zu verhindern.“

Das Gericht verurteilte das Magazin zu Schadensersatz an die Kläger, worauf es Insolvenz anmelden musste.

## Rezeption
In einem Statement anlässlich seines Todes bezeichnete US-Präsident Barack Obama Lee Kuan Yew als „einen Giganten der Geschichte, an den sich künftige Generationen erinnern werden als Vater des modernen Singapur und einen der großen Strategen im asiatischen Raum“. Der frühere britische Premierminister John Major würdigte ihn als „Architekten des modernen Singapur, der es von einem kleinen Inselstaat zu dem blühenden, wettbewerbsfähigen Staat gemacht hat, der es heute ist […] Nur wenige haben ihrem Land ein besseres Erbe hinterlassen als Lee Kuan Yew, und jemanden wie ihn werden wir wohl nicht mehr sehen.“
Bereits früher hatte die ehemalige Premierministerin Margaret Thatcher geäußert, es gebe keinen Regierungschef weltweit, den sie mehr bewundere als Lee Kuan Yew – für die Klarheit seiner Überzeugungen, die Direktheit seiner Sprache und seine Vision vom Weg nach vorne. In den 1960er-Jahren hatte der damalige britische Außenminister George Brown ihn als „den verdammt besten Engländer östlich von Suez“ bezeichnet.
Manfred Rist beurteilte in der Neue Zürcher Zeitung sein Wirken differenziert:

„Lee hinterlässt ein Lebenswerk, das seinesgleichen sucht. Unter seiner autoritären und gleichzeitig weitsichtigen Führung katapultierte sich der 1965 unabhängig gewordene Stadtstaat in eine Industrienation, deren Lebensstandard heute zu den weltweit höchsten zählt. Ein Modell für Demokratie war die frühere britische Kronkolonie indessen nie. Singapur ist es bis heute nicht. […] Lee setzte auf Eliten, nicht auf die Stimme des Volkes, auf Entscheidungen, nicht auf Konsultationen. Er wollte politische Stabilität und Berechenbarkeit sowie wirtschaftliche Entwicklung.“

## Ehrung
Die kommunistische Partei Chinas würdigte ihn als Alten Freund des chinesischen Volkes.